# بويان ماميتش
بويان ماميتش (بالصربية: Бojaн Maмић) (ولد في 13 سبتمبر 1981 في بلغراد، يوغوسلافيا) هو لاعب كرة قدم صربي معتزل كان يجيد اللعب في مركز المهاجم.
مثل بويان عددا من الأندية في الدوريات الصربية الأدنى حول مدينة بلغراد. كان مهاجم كثير الأهداف خلال هذه الفترة. في عام 2005 لاحت له فرصة التوقيع مع نادي راد التي استغلها بنجاح للعب في الدرجة الممتازة. أداء بويان أدى إلى تسجل 11 هدف في 32 مباراة للفريق.
بعد موسم واحد مع راد انتقل بويان بعيدا عن صربيا وبلغراد لأول مرة إلى مينسك عاصمة بيلاروسيا. لعب في نادي متش-ريبو مينسك حيث لعب ماميتش 35 مباراة مسجلا 15 هدفا. شارك للمرة الأولى في البطولات القارية مع متز-ريبو مينسك باللعب في كأس إنترتوتو محاولا تأمين مكان في بطولة كأس الاتحاد الأوروبي لكرة القدم. في هاتين المباراتين في كأس إنترتوتو سجل ماميتش هدفين. كان ماميتش متألقا في بطولة الكأس في موسمه مع متس-ريبو مينسك مسجلا ستة أهداف في أربع مباريات.
أداء ماميتش الجيد في النادي البيلاروسي نقله إلى نادي أتلانتس في ليتوانيا في أبريل 2008. كان إقامة قصيرة في نادي كلايبيدا قبل أن ينتقل إلى نادي ليتواني آخر وهو نادي كاوناس في مدينة كاوناس الثانية في ليتوانيا. قضى ماميتش ثمانية أشهر حافلة بالفعاليات في نادي كاوناس في عام 2008 وأتيحت له الفرصة الأولى للعب في مباريات تصفيات دوري أبطال أوروبا. خرج كاوناس من المنافسة ثم أوقعته قرعة دور إخراج المغلوب في دوري أوروبا في مواجهة نادي سامبدوريا الإيطالي.
غادر ماميتش ليتوانيا إلى إسبانيا في يناير 2009 للانضمام إلى نادي سيوداد دي مورسيا في دوري الدرجة الثانية قبل أن يعود إلى أوروبا الشرقية في يوليو 2009 للانضمام إلى نادي فيرينتسفاروشي في البطولة الوطنية المجرية.
في يناير 2011 انتقل إلى نادي الرفاع المشارك في الدوري البحريني الممتاز. خلال ما تبقى من موسم 2010-11 سجل بويان هدف واحد في بطولة الدوري في نادي الحد مساهما في احتلال الرفاع المركز الثاني. عند نهاية الموسم في 5 يونيو 2011 أنهى مجلس إدارة نادي الرفاع عقد بويان بسبب عدم تقديمه المستوى المأمول مع الرفاع إذ دائما ما كان يجلس على مقاعد البدلاء ما جعل الجهاز الفني يوصي بعدم تجديد عقد اللاعب خصوصا وأنه يلعب في مركز الهجوم ولم يسجل إلا هدفا واحدا.
انضم بويان إلى النادي البرازيلي بارنايبا بعد أن لعب لنادي مكابا المالطي.
لعب لصالح منتخب يوغوسلافيا تحت 19 سنة سبع مباريات من 1999 إلى 2000.
بويان يتحدث اللغات الصربية والإنجليزية والإسبانية والروسية.